# تک‌شاخ‌ماهی سرنرم
ناسو لیتوراتوس (به انگلیسی: Naso lituratus) یا ناسو تنگ (به انگلیسی: Naso tang) نوعی ماهی از خانواده جراح‌ماهیان است که در اقیانوس هند و اقیانوس آرام زیست می‌کنند. این ماهی معمولاً برای آکواریوم‌ها استفاده می‌شود. رشد طولی این ماهی به ۴۶ سانتیمتر می‌رسد.